# Nils Gyldenstolpe (1886–1961)
Nils Carl Gustaf Fersen Gyldenstolpe, född 30 september 1886 i Frösö, död 10 april 1961 i Stockholm, var en svensk greve, ornitolog och forskningsresande.

## Biografi
Gyldenstolpe var verksam vid Naturhistoriska riksmuseet från 1914. Han gick i pension 1955 men fortsatte med sin forskning fram till sin död.
Han medföljde Paul Rosenius på en zoologisk insamlingsresa till Algeriet 1910. Han gjorde senare insamlingsresor för Riksmuseet till Thailand 1911–1912 och 1914–1915, Centralafrika 1920–1921 (tillsammans med prins Wilhelm) samt till Papua Nya Guinea 1951 (tillsammans med hustrun Greta, 1894–1991). Resorna till trots gjorde han sig framför allt känd internationellt som en kännare av Sydamerikas fåglar. Hans handbok över Nya Guineas fåglar fullbordades aldrig.
Han promoverades 1924 till filosofie doktor vid Lunds universitet på en avhandling byggd på material från den centralafrikanska resan.
Han var tjänstgörande kammarherre hos drottning Viktoria från 1916 till hennes död och kabinettskammarherre hos Gustav V från 1940 till dennes död.

## Privatliv
Han gifte sig den 15 november 1886 med Greta Sofia Margareta Emilia tillhörande adliga ätten Heijkensköld. De fick tillsammans tre döttrar och därmed utslocknade den grevliga ätten Gyldenstolpe  med honom på svärdssidan med hans död den 10 april 1961.